# Véronique Silver
Pour les articles homonymes, voir Virlogeux et Silver.
Louise Puret, dite Véronique Silver ou Véronique Virlogeux, est une actrice française, née  le 2 septembre 1931 à Amiens et morte le 24 juillet 2010 dans le 15e arrondissement de Paris.
Elle a été l'épouse du comédien Henri Virlogeux.

## Biographie
Louise Isabelle Maria Puret naît le 2 septembre 1931 à Amiens dans la Somme,.
Elle est mariée au comédien Henri Virlogeux de 1961 à la mort de celui-ci, en 1995,.
Elle meurt le 24 juillet 2010 dans le 15e arrondissement de Paris. Son corps est crématisé.

## Filmographie

### Cinéma
- 1954 : Si Versailles m'était conté… de Sacha Guitry, avec Michel Auclair, Jean-Pierre Aumont, Jean-Louis Barrault, Bourvil, Claudette Colbert et Gino Cervi
- 1957 : Méfiez-vous fillettes d'Yves Allégret, avec Robert Hossein, Antonella Lualdi et Gérard Oury
- 1958 : Les Amants de Montparnasse de Jacques Becker, avec Gérard Philipe, Lilli Palmer, Gérard Séty, Lino Ventura et Anouk Aimée
- 1960 : Première Brigade criminelle de Maurice Boutel, avec Dora Doll, Jacques Dumesnil, Jacqueline Joubert et Howard Vernon
- 1961 : Les Moutons de Panurge de Jean Girault, avec Darry Cowl et Pascale Roberts
- 1965 : Moi et les hommes de 40 ans de Jack Pinoteau, avec Dany Saval, Paul Meurisse et Michel Serrault
- 1971 : Mais ne nous délivrez pas du mal de Joël Séria, avec Jeanne Goupil et Michel Robin
- 1977 : La Communion solennelle de René Féret, avec Patrick Fierry, Marcel Dalio et Myriam Boyer
- 1977 : Dites-lui que je l'aime de Claude Miller, avec Gérard Depardieu, Miou-Miou, Claude Piéplu, Dominique Laffin et Christian Clavier
- 1978 : La Part du feu d'Étienne Périer, avec Michel Piccoli, Claudia Cardinale, Jacques Perrin, Rufus et Gabriel Cattand
- 1978 : La Jument vapeur de Joyce Buñuel, avec Carole Laure et Pierre Santini
- 1978 : La Tortue sur le dos de Luc Béraud, avec Jean-François Stévenin et Bernadette Lafont
- 1980 : Mon oncle d'Amérique d'Alain Resnais, avec Gérard Depardieu, Nicole Garcia, Roger Pierre, Nelly Borgeaud, Henri Laborit et Pierre Arditi
- 1981 : Et pourtant elle tourne... de François Raoul-Duval, avec Victor Garrivier
- 1981 : La Femme d'à côté de François Truffaut, avec Fanny Ardant, Gérard Depardieu, Henri Garcin et Michèle Baumgartner
- 1982 : La Passante du Sans-Souci de Jacques Rouffio, avec Romy Schneider et Michel Piccoli
- 1982 : Toute une nuit de Chantal Akerman, avec Aurore Clément
- 1983 : Le Destin de Juliette d'Aline Issermann, avec Richard Bohringer et Laure Duthilleul
- 1983 : Archipel des amours, sketch "Passage à l'acte" de Jacques Frenais, avec Christian Rist
- 1983 : La vie est un roman d'Alain Resnais, avec Vittorio Gassman, Ruggero Raimondi et Geraldine Chaplin
- 1983 : Ballade à blanc de Bertrand Gauthier, avec Roland Bertin et Didier Flamand
- 1984 : Blanche et Marie de Jacques Renard, avec Sandrine Bonnaire, Miou-Miou et Gérard Klein
- 1984 : Stress de Jean-Louis Bertuccelli, avec Guy Marchand et André Dussollier
- 1984 : Le Chien de Jean-François Gallotte, avec Micheline Presle et Jean-Luc Bideau
- 1985 : Mystère Alexina de René Féret, avec Philippe Vuillemin, Valérie Stroh et Marianne Basler
- 1987 : Poussière d'ange d'Édouard Niermans, avec Bernard Giraudeau, Fanny Bastien, Fanny Cottençon, Jean-Pierre Sentier et Michel Aumont
- 1987 : Où que tu sois d'Alain Bergala, avec Mireille Perrier et Elsa Lunghini
- 1988 : La Maison de jade de Nadine Trintignant, avec Jacqueline Bisset, Vincent Perez et Fred Personne
- 1989 : Noce blanche de Jean-Claude Brisseau, avec Vanessa Paradis, Bruno Cremer et Ludmila Mikaël
- 1990 : Final, court-métrage d'Irène Jouannet
- 1990 : Il y a des jours... et des lunes de Claude Lelouch, avec Gérard Lanvin, Patrick Chesnais, Annie Girardot, Francis Huster, Vincent Lindon et Philippe Léotard
- 1991 : Aujourd'hui peut-être... de Jean-Louis Bertuccelli, avec Giulietta Masina, Éva Darlan et Jean Benguigui
- 1992 : Les Enfants du naufrageur de Jérôme Foulon, avec Brigitte Fossey, Jacques Dufilho, Michel Robin et Jean Marais
- 1992 : Le Mirage de Jean-Claude Guiguet, avec Fabienne Babe
- 1993 : Attitudes court-métrage d'Éva Darlan, avec Isabelle Renauld et Micky Sébastian
- 1994 : Du fond du cœur de Jacques Doillon, avec Anne Brochet, Benoît Régent et Thibault de Montalembert
- 1996 : Le Cœur fantôme de Philippe Garrel, avec Luis Rego, Maurice Garrel, Roschdy Zem et Valeria Bruni Tedeschi
- 1996 : Les Frères Gravet de René Féret, avec Jacques Bonnaffé, Jean-François Stévenin, Robin Renucci et Pierre-Loup Rajot
- 1999 : Les Passagers de Jean-Claude Guiguet, avec Bruno Putzulu
- 2005 : Je vous trouve très beau d'Isabelle Mergault, avec Michel Blanc, Medeea Marinescu et Wladimir Yordanoff
- 2007 : Faut que ça danse ! de Noémie Lvovsky, avec Jean-Pierre Marielle, Valeria Bruni-Tedeschi, Sabine Azéma et Bulle Ogier

### Télévision
- 1961 : Les Deux Orphelines, téléfilm de Jean-Marie Coldefy
- 1965 : Droit d'asile (farce-comique d'André Thalassis), téléfilm de René Lucot : Palmira
- 1966 : En votre âme et conscience, épisode : L'Affaire Bouquet de  Pierre Nivollet
- 1966 : Au théâtre ce soir : Blaise de Claude Magnier, mise en scène Jacques Mauclair, réalisation Pierre Sabbagh, théâtre Marigny
- 1967 : Les Cinq Dernières Minutes, épisode Un mort sur le carreaur de Roland-Bernard
- 1972 : Les Enquêtes du commissaire Maigret de Jean-Louis Muller, épisode : Le Port des brumes : Madame Grandmaison
- 1972 : La Mort d'un champion téléfilm d'Abder Isker : Éva Pelletier
- 1974 : Le Pain noir de Serge Moati (feuilleton télévisé)
- 1977 : Rossel et la Commune de Paris de Serge Moati
- 1978 : Les Cinq Dernières Minutes épisode Régis de Guy Lessertisseur : Huguette
- 1980-1983 : Messieurs les jurés
  - 1980 - "L'Affaire Lezay" d'Alain Franck : la Présidente du Tribunal
- 1981 : Les Cinq Dernières Minutes de Claude Loursais, épisode L'écluse du temple
  - 1983 - "L'Affaire Crozet" d'Alain Franck : la Présidente du Tribunal
- 1984 : Les Cinq Dernières Minutes (épisode Deuil en caravane) série télévisée de Jean-Louis Muller
- 1986 : Médecins de nuit, épisode : Temps mort  d'Emmanuel Fonlladosa
- 1989 : Les Enquêtes du commissaire Maigret, épisode : Maigret et l'Inspecteur malgracieux de Philippe Laïk
- 1995 : L'Instit, épisode 3-06, D'une rive à l'autre, d'Édouard Niermans : Hélène Ledoux
- 1998 : Julie Lescaut, épisode 1 saison 7, Les Fugitives d'Alain Wermus : Sœur Jacqueline
- 2003 - Famille d'accueil "Un de plus, un de moins" de Stéphane Kaminka : Françoise

## Théâtre
- 1957 : La Guerre du sucre de Robert Collon, mise en scène Yves Allégret, théâtre des Bouffes-Parisiens
- 1957 : Phi-Phi d'Albert Willemetz & Fabien Sollar, mise en scène Georges Atlas, théâtre des Bouffes-Parisiens
- 1959 : Les Trois Chapeaux claque de Miguel Mihura, mise en scène Olivier Hussenot, théâtre de l'Alliance française
- 1959 : Un joueur d'André Charpak d'après Fiodor Dostoïevski, mise en scène André Charpak, théâtre de l'Alliance française
- 1960 : John Smith 1er de Jaime Silas, mise en scène Michel de Ré, théâtre de l'Œuvre
- 1960 : Ex-Napoléon de Nino Frank et Paul Gilson, mise en scène Jean-Jacques Aslanian et Jean Collomb, Festival d'Arras
- 1960 : La Résistible Ascension d'Arturo Ui de Bertolt Brecht, mise en scène Jean Vilar et Georges Wilson, TNP théâtre de Chaillot
- 1961 : L'Alcade de Zalamea de Pedro Calderón de la Barca, mise en scène Georges Riquier et Jean Vilar, Festival d'Avignon
- 1963 : Boeing Boeing de Marc Camoletti, Comédie-Caumartin : Jacqueline
- 1966 : La Polka des lapins de Tristan Bernard, mise en scène Nicole Anouilh, théâtre Édouard-VII
- 1968 : Le Grand Zèbre de Jean-Jacques Bricaire et Maurice Lasaygues, mise en scène Francis Joffo, théâtre des Variétés
- 1971 : Au bal des chiens de Remo Forlani, mise en scène André Barsacq, théâtre de l'Atelier
- 1971 : Don Juan ou l'Amour de la géométrie de Max Frisch, mise en scène Jo Tréhard, théâtre municipal de Cherbourg, théâtre de Nice
- 1972 : Le Poignard masqué d'Auguste Anicet-Bourgeois, mise en scène Jacques Seiler, théâtre Hébertot
- 1973 : Le Cochon noir de Roger Planchon, mise en scène Jacques Rosner, théâtre Ouvert Festival d'Avignon
- 1974 : Trotsky à Coyoacan de Hartmut Lange, mise en scène André Engel
- 1975 : Hôtel du Lac de François-Marie Banier, mise en scène Andréas Voutsinás, théâtre Moderne
- 1976 : La Dispute de Marivaux, mise en scène Patrice Chéreau, théâtre de la Porte-Saint-Martin
- 1979 : Honorée par un petit monument de Denise Bonal, mise en scène Jean-Christian Grinevald, Festival d'Avignon
- 1988 : Une absence de Loleh Bellon, mise en scène Maurice Bénichou, théâtre des Bouffes-Parisiens
- 1991-1992 : Le Vieil Hiver de Roger Planchon, mise en scène de l'auteur, TNP Villeurbanne
- 1991-1992 : Fragile Forêt de Roger Planchon, mise en scène de l'auteur, TNP Villeurbanne
- 2004-2005 : Le Fait d'habiter Bagnolet de Vincent Delerm, mise en scène Sophie Lecarpentier, théâtre du Rond-Point

## Distinctions

### Nomination
- César 1982 : César de la meilleure actrice dans un second rôle pour La Femme d'à côté[6]